# پتاسیم سیانات
پتاسیم سیانات (به انگلیسی: Potassium cyanate) با فرمول شیمیایی KOCN یک ترکیب شیمیایی با شناسه پاب‌کم ۱۱۳۷۸۴۴۲ است. که جرم مولی آن ۸۱٫۱۱۵۱ g/mol می‌باشد. شکل ظاهری این ترکیب، پودر بلورین سفید است. در تماس با اسید ها گاز های سمی متصاعد می کند.